# Peartolus macarangae
Peartolus macarangae är en insektsart som först beskrevs av Van Duzee 1984.  Peartolus macarangae ingår i släktet Peartolus och familjen kilstritar. Inga underarter finns listade i Catalogue of Life.